# Franz Turchi
Francesco (Franz) Turchi (ur. 9 czerwca 1969 w Rzymie) – włoski nauczyciel akademicki, broker i polityk, poseł do Parlamentu Europejskiego V kadencji (1999–2004).
Absolwent studiów ekonomicznych na Uniwersytecie LUISS w Rzymie (1992). Rok wcześniej zaczął pracę jako asystent prezesa spółki akcyjnej działającej w branży usługowej i transportowej.
Był jednym z założycieli Sojuszu Narodowego, od 2002 kierował biurem współpracy międzynarodowej tej partii. W wyborach w 1999 z jej listy uzyskał mandat posła do Europarlamentu. Należał m.in. do grupy Unii na rzecz Europy Narodów, pracował w Komisji Budżetowej (od 2002 jako jej wiceprzewodniczący). W PE zasiadał do 2004.
Zajął się także działalnością naukową na uczelniach w Stanach Zjednoczonych i Włoszech. Został nauczycielem akademickim m.in. na Uniwersytecie w Perugii.